# John Sims
Pour les articles homonymes, voir Sims.
John Sims est un médecin et un botaniste britannique, né le 13 octobre 1749 à Canterbury et mort le 26 février 1831 à Dorking dans le Surrey.

## Biographie
Il obtient son titre de docteur à Édimbourg en 1774. Il étudie à Leyde de 1773 à 1774. Il s’installe à Londres en 1779. Il est le médecin de la princesse Charlotte.
Il devient membre de la Linnean Society of London en 1788 et de la Royal Society en 1814. Son herbier est acquis par George Bentham (1800-1884) lors d’une vente aux enchères en 1829 et est aujourd’hui conservé dans l’herbier des Jardins botaniques royaux de Kew.
Avec Karl Dietrich Eberhard König (1774-1851), il fait paraître l’Annal of Botany de 1804 à 1806 puis le Curtis' Botanical Magazine de 1801 à 1826. Robert Brown (1773-1858) lui dédie en 1810 le genre Simsia de la famille des Asteraceae .

## Source
- Ray Desmond (1994). Dictionary of British and Irish Botanists and Horticulturists includins Plant Collectors, Flower Painters and Garden Designers. Taylor & Francis and The Natural History Museum (Londres).